# (9838) Фальц-Фейн
(9838) Фальц-Фейн (англ. Falz-Fein) — типичный астероид главного пояса, который был открыт 4 сентября 1987 года советским астрономом Людмилой Журавлёвой в Крымской обсерватории и назван в честь русского дворянина общественного деятеля и мецената из Лихтенштейна барона Эдуарда Олега Александровича фон Фальц-Фейна.